# فریگیت کلاس فلوریال
فریگیت کلاس فلوریال (به انگلیسی: Floréal-class frigate) یک کلاس از کشتی است که طول آن ۹۳٫۵ متر (۳۰۷ فوت) می‌باشد.